# Festivali i Këngës 62
Festivali i Këngës 62 – 62. edycja albańskiego festiwalu muzycznego Festivali i Këngës, organizowanego przez Radio Televizioni Shqiptar (RTSH) w dniach 19–22 grudnia 2023 roku w Pałacu Kongresów w Tiranie. Koncerty na żywo poprowadzili Adriana Matoshi, Kledi Kadiu, Xhuliano Dule i Krisa Çaushi.

## Przebieg konkursu
Pod koniec sierpnia 2023 roku telewizja RTSH potwierdziła udział w 68. Konkursie Piosenki Eurowizji w Malmö oraz organizację kolejnej edycji Festivali i Këngës, a niedługo później, wraz z otwarciem procesu nadsyłania kompozycji, potwierdził, że festiwal ponownie będzie służył jako krajowe eliminacje do Konkursu Piosenki Eurowizji.
Po raz drugi z rzędu telewizja RTSH zdecydowała się wyłonić zwycięzcę festiwalu oraz wszystkich nagrodzonych artystów przez głosowanie jury złożonego z jedenastu jurorów, a reprezentanta Albanii w 68. Konkursie Piosenki Eurowizji – poprzez głosowanie widzów spośród wszystkich uczestników festiwalu, tym razem nawet i tych wyeliminowanych przed ostatnim wieczorem, otwarte dla mieszkańców Albanii oraz Kosowa. Początkowo planowano połączyć głosowanie jurorów i widzów w wyłonieniu jednej tabeli wyników, której zwycięzca reprezentowałby kraj w Eurowizji, jednak plany porzucono. Skład jury, które oprócz zwycięzcy i podium festiwalu wyłoniło także inne nagrody, ujawniono podczas pierwszego koncertu festiwalu: Aleksandër Gjoka, Indrit Mesiti, Adelina Ismaili, Fitnete Tuda, Elena Kadare, Natasha Lako, Anila Aliu, Shpëtim Kushta, Victor Van Vugt, Zana Shuteriqi i Shkumbin Ahmetxheka.

## Uczestnicy
Lista oryginalnych 31 uczestników została opublikowana 17 października 2023 roku. Po raz pierwszy komisja selekcyjna została poinformowana o tożsamości kandydatów dopiero po zakończeniu procesu, aby zapewnić sprawiedliwszy wynik; po raz pierwszy także w panelu znalazło się dwóch poetów.
| Wykonawca                | Utwór                   | Autorzy                                   |
| ------------------------ | ----------------------- | ----------------------------------------- |
| Andi Tanko               | „Herë pas here”         | Andi Tanko                                |
| Anduel Kovaçi            | „Nan'”                  | Anduel Kovaci                             |
| Arsi Bako                | „Zgjohu”                | Arsi Bako, Denis Hima                     |
| Besa Kokëdhima           | „Zemrën n'dorë”         | Besa Kokëdhima, Kledi Bahiti, Rozana Radi |
| Besa Krasniqi            | „Esenciale”             | Besa Krasniqi                             |
| Big Basta i Vesa Luma    | „Mbinatyrale”           | Alban Kondi, Fabian Basha, Gerald Xhari   |
| Bledi Kaso               | „Çdo gjë mbaroi”        | Bledi Kaso, Pandi Laço                    |
| Eden Baja                | „Ajër”                  | Anxhela Llaha                             |
| Eldis Arnjeti            | „Një kujtim”            | Bujar Daci, Eldis Arrnjeti                |
| Elsa Lila                | „Mars”                  | Elsa Lila                                 |
| Erina and the Elementals | „Jetën n'Skaj”          | Altin Gjoni, Arvit Banishta               |
| Festina Mejzini          | „Melos”                 | Sokol Marsi                               |
| Irma Lepuri              | „Me prit”               | Irma Lepuri                               |
| Jasmina Hako             | „Ti”                    | Artemis Veizaj, Florian Zyka              |
| Jehona Ponari            | „Evol”                  | Jehona Ponari                             |
| Kastro Zizo              | „2073”                  | Klevis Bega, Timo Flloko                  |
| Kejsi Tola               | „Vallëzoj me dritën”    | Kejsi Tola, Olti Curri                    |
| Kleansa Susaj            | „Pikturë”               | Florian Zyka, Jeris Kaso                  |
| Luan Durmishi            | „Përsëritja”            | Luan Durmishi, Tomor Kuci                 |
| Mal Retkoceri            | „Çmendur”               | Mal Retkoceri                             |
| Martina Serreqi          | „Vetëm ty”              | A. Krroqi, Markelian Kapidani             |
| Melodajn Mancaku         | „Nuk jemi ne”           | Melodajn Mancaku, Wendi Mancaku           |
| Michela Paluca           | „Për veten”             | Enis Mullaj                               |
| Olimpia Smajlaj          | „Asaj”                  | Briz Musaraj, Olimpia Smajlaj             |
| Olsi Ballta              | „Unë”                   | Bledar Gramo                              |
| PeterPan Quartet         | „Edhe nje here”         | PeterPan Quartet, Real Hoxha              |
| Samanta Karavella        | „N'majë”                | Liridon Berisha, Samanta Karavella        |
| Santino De Bartolo       | „Dua të rri me ty”      | Santino De Bartolo                        |
| Sardi Strugaj            | „Boshatisur”            | Sardi Strugaj                             |
| Sergio Hajdini           | „Uragan”                | Sergio Hajdini                            |
| Shpat Deda               | „S'mund të fitoj pa ty” | Shpat Deda                                |
| Stivi Ushe               | „Askush si ty”          | Aleks Gjonpalaj, Stivi Ushe               |
| Tiri Gjoci               | „Në ëndërr”             | Neda Balluku, Romeo Veshaj, Tiri Gjoci    |
| Troy Band                | „Horizonti i ëndrrave”  | Alda Çuka, Anton Lakuriqi                 |

## Koncerty

### Pierwszy wieczór
Pierwszy wieczór odbył się 19 grudnia 2023. Podczas tego wieczoru swoje utwory premierowo zaprezentowało szesnastu artystów.
| Lp. | Wykonawca          | Utwór                  |
| --- | ------------------ | ---------------------- |
| 1   | Stivi Ushe         | „Askush si ty”         |
| 2   | Besa Kokëdhima     | „Zemrën n'dorë”        |
| 3   | Mal Retkoceri      | „Çmendur”              |
| 4   | Eldis Arrnjeti     | „Një kujtim”           |
| 5   | Shpat Deda         | „S'mund t'fitoj pa ty” |
| 6   | Jehona Ponari      | „Evol”                 |
| 7   | PeterPan Quartet   | „Edhe nje here”        |
| 8   | Festina Mejzini    | „Melos”                |
| 9   | Kastro Zizo        | „2073”                 |
| 10  | Luan Durmishi      | „Përsëritja”           |
| 11  | Melodajn Mancaku   | „Nuk jemi ne”          |
| 12  | Olsi Ballta        | „Unë”                  |
| 13  | Andi Tanko         | „Herë pas here”        |
| 14  | Sergio Hajdini     | „Uragan”               |
| 15  | Santino De Bartolo | „Dua të rri me ty”     |
| 16  | Olimpia Smajlaj    | „Asaj”                 |

### Drugi wieczór
Drugi wieczór odbył się 20 grudnia 2023. Podczas tego wieczoru swoje utwory premierowo zaprezentowało pozostałych piętnastu artystów.
| Lp. | Wykonawca                | Utwór                  |
| --- | ------------------------ | ---------------------- |
| 1   | Big Basta i Vesa Luma    | „Mbinatyrale”          |
| 2   | Elsa Lila                | „Mars”                 |
| 3   | Jasmina Hako             | „Ti”                   |
| 4   | Michela Paluca           | „Për veten”            |
| 5   | Anduel Kovaçi            | „Nan'”                 |
| 6   | Kleansa Susaj            | „Pikturë”              |
| 7   | Eden Baja                | „Ajër”                 |
| 8   | Irma Lepuri              | „Me prit”              |
| 9   | Erina and the Elementals | „Jetën n'Skaj”         |
| 10  | Arsi Bako                | „Zgjohu”               |
| 11  | Tiri Gjoci               | „Në ëndërr”            |
| 12  | Besa Krasniqi            | „Esenciale”            |
| 13  | Bledi Kaso               | „Çdo gjë mbaroi”       |
| 14  | Troy Band                | „Horizonti i ëndrrave” |
| 15  | Martina Serreqi          | „Vetëm ty”             |

### Trzeci wieczór
Trzeci wieczór, nazwany również „wieczorem nostalgii”, odbył się 21 grudnia 2023. Podczas tego wieczoru uczestnicy wykonali utwory z historii Festivali i Këngës bądź międzynarodowe hity znane z ich udziału w Konkursie Piosenki Eurowizji; ci, którzy wzięli już dawniej udział w festiwalu, wykonali je z legendami albańskiej sceny muzycznej bądź innymi zaproszonymi przez siebie wykonawcami, a debiutanci – w duetach ze sobą. Występy te nie miały charakteru konkursowego, jednak pod koniec koncertu ujawniono listę finalistów z poprzednich dwóch wieczorów.
| Lp. | Wykonawca                                 | Utwór                         |
| --- | ----------------------------------------- | ----------------------------- |
| 1   | Eldis Arrnjeti i Myfarete Laze            | „Pragu i vegjëlisë”           |
| 2   | Besa Krasniqi i Irma i Eranda Libohova    | „Nuk e harroj”                |
| 3   | Kleansa Susaj i Michela Paluca            | „Voilà”                       |
| 4   | Sergio Hajdini i Eneda Tarifa             | „Mesnatë”                     |
| 5   | Arsi Bako i Eugent Bushpepa               | „S'mund t'jetoj pa ty”        |
| 6   | Olimpia Smajlaj i Fitnete Tuda            | „Shi bie në Tiranë”           |
| 7   | Jasmina Hako i Mal Retkoceri              | „Fairytale”                   |
| 8   | PeterPan Quartet i Troy Band              | „Zitti e buoni”               |
| 9   | Festina Mejzini i Florent Abrashi         | „Mes nesh është dashuria”     |
| 10  | Tiri Gjoci i Sidrit Bejleri               | „Erdh pranvera”               |
| 11  | Andi Tanko i Angus Dei                    | „Ku është dashuria”           |
| 12  | Olsi Ballta oraz Erina and the Elementals | „Hard Rock Hallelujah”        |
| 13  | Shpat Deda i Irma Lepuri                  | „Nel blu dipinto di blu”      |
| 14  | Jehona Ponari i Martina Serreqi           | „Wild Dances”                 |
| 15  | Melodajn oraz Edmond Mancaku              | „Telefonatë zemrash”          |
| 16  | Big Basta i Vesa Luma oraz Elton Deda     | „Qyteti i vjetër”             |
| 17  | Eden Baja i Anxhela Llaha                 | „Satellite”                   |
| 18  | Anduel Kovaçi i Ilir Shaqiri              | „Udhët e mia”                 |
| 19  | Kastro Zizo i Rea Nuhu                    | „Sagapo, të dua”              |
| 20  | Besa Kokëdhima i Jehona Sopi              | „Rrjedh në këngë e ligjërime” |
| 21  | Elsa Lila i Enrico Melozzi                | „Një serenatë për ty”         |
| 22  | Luan Durmishi i Santino De Bartolo        | „Insieme: 1992”               |
| 23  | Bledi Kaso i Stivi Ushe                   | „Arcade”                      |

### Finał

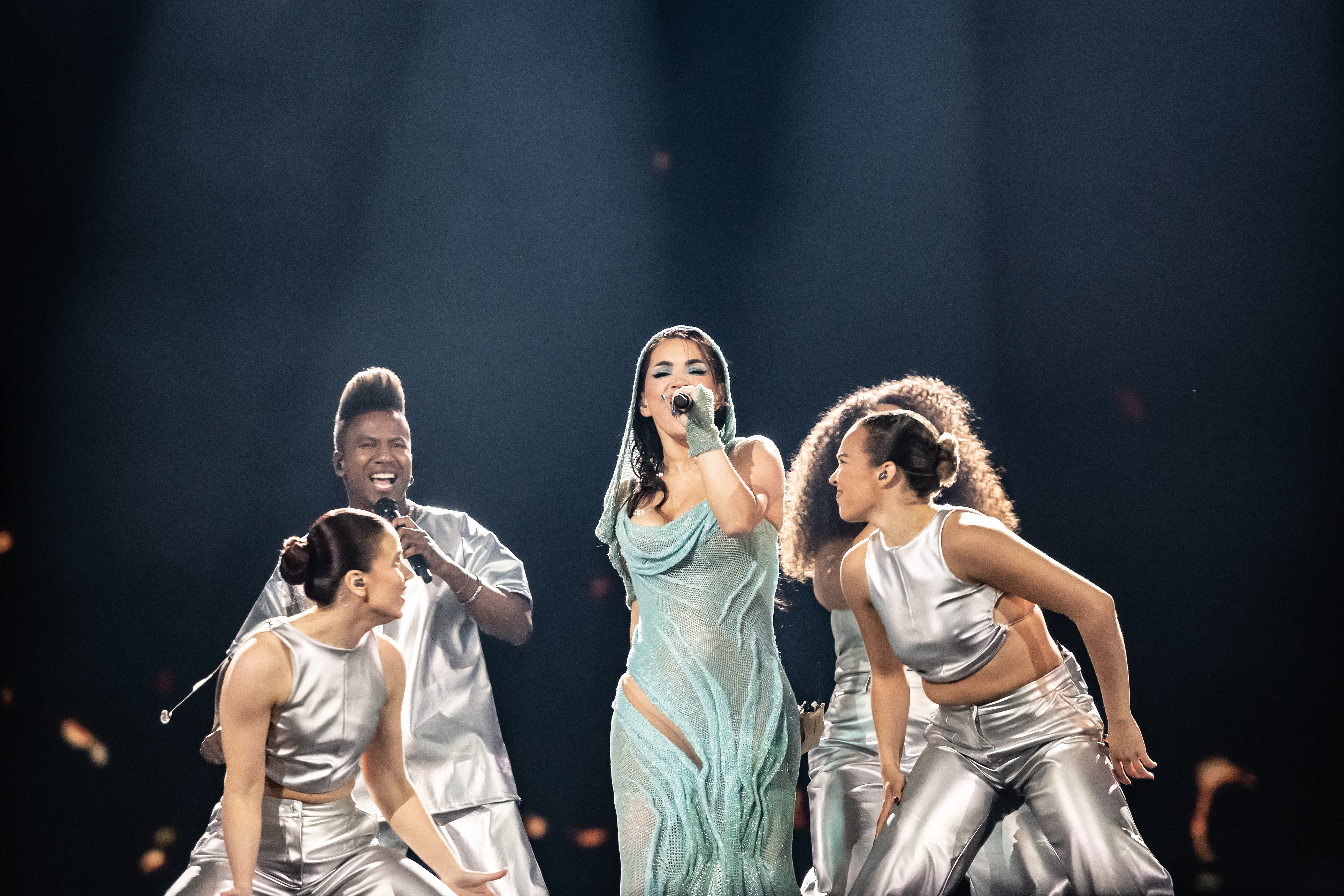
Besa w trakcie swojego występu podczas próby generalnej drugiego półfinału 68. Konkursu Piosenki Eurowizji w Malmö, maj 2024

Finał odbył się 22 grudnia 2023. Podczas tego wieczoru swoje utwory ponownie zaprezentowali wszyscy artyści, którzy brali już dawniej udział w festiwalu, oraz ośmiu debiutantów na scenie festiwalu, którzy zakwalifikowali się w głosowaniu jury z pierwszych dwóch wieczorów.
Podczas tego wieczoru jurorzy wytypowali zwycięzcę oraz inne nagrody, a telewidzowie – reprezentanta kraju w 68. Konkursie Piosenki Eurowizji. Festiwal zwyciężył Mal Retkoceri z utworem „Çmendur”, natomiast głosowanie widzów i tytuł reprezentantki Albanii na przyszłorocznej Eurowizji uzyskała Besa Kokëdhima z utworem „Zemrën n'dorë”. Pozostałe nagrody rozdane podczas finału to: nagroda grupy artystów nowych i alternatywnych (wręczoną PeterPan Quartet za utwór „Edhe një herë”), oraz nagroda krytyków (wręczoną Martinie Serreqi za „Vetëm ty”).
Trzykrotna zwyciężczyni festiwalu i obrończyni tytułu Elsa Lila po raz pierwszy uczestnicząc w festiwalu nie otrzymała żadnej nagrody.
| Lp. | Wykonawca                | Utwór                  |
| --- | ------------------------ | ---------------------- |
| 1   | Kastro Zizo              | „2073”                 |
| 2   | Mal Retkoceri            | „Çmendur”              |
| 3   | Erina and the Elementals | „Jetën n'Skaj”         |
| 4   | Melodajn Mancaku         | „Nuk jemi ne”          |
| 5   | Tiri Gjoci               | „Në ëndërr”            |
| 6   | Kleansa Susaj            | „Pikturë”              |
| 7   | Irma Lepuri              | „Më prit”              |
| 8   | Festina Mejzini          | „Melos”                |
| 9   | Eldis Arrnjeti           | „Një kujtim”           |
| 10  | Martina Serreqi          | „Vetëm ty”             |
| 11  | Besa Krasniqi            | „Esenciale”            |
| 12  | Sergio Hajdini           | „Uragan”               |
| 13  | Olimpia Smajlaj          | „Asaj”                 |
| 14  | Anduel Kovaçi            | „Nan'”                 |
| 15  | Michela Paluca           | „Për veten”            |
| 16  | PeterPan Quartet         | „Edhe një herë”        |
| 17  | Besa Kokëdhima           | „Zemrën n'dorë”        |
| 18  | Arsi Bako                | „Zgjohu”               |
| 19  | Elsa Lila                | „Mars”                 |
| 20  | Andi Tanko               | „Herë pas here”        |
| 21  | Shpat Deda               | „S'mund t'fitoj pa ty” |
| 22  | Big Basta i Vesa Luma    | „Mbinatyrale”          |

Legenda:
     1. miejsce
     2. miejsce
     3. miejsce